# Nyelv alatti ideg
A nyelv alatti ideg viszonylag erős ideg, a nyelv izomzatának mozgató beidegzésére, a nyelv alakjának változtatására és sokrétú mozgásának összehangolására szolgál.

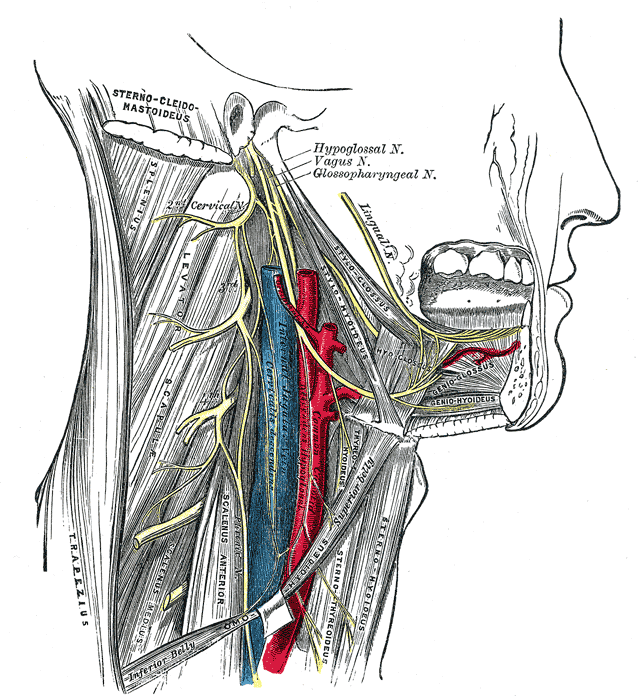
Nervus hypoglossus.

A nyelv alatti ideg (XII. agyideg; (nervus hypoglossus) tisztán motoros ideg, amely beidegzi a nyelv valamennyi saját izmát, és ezek mellett még a styloglossus, a hyoglossus és a genioglossus izmokat.

## Magva
Az ideg magja közvetlenül a középsík mellett, rögtön a negyedik agykamra alsó részének aljzata (fossa rhomboidea) alatt helyezkedik el. Mindkét agyféltekéből kap corticonuclearis rostokat (kivéve a genioglossus izmot beidegző sejteket). Az idegrostok a nyúltvelőn keresztül előre futnak, és az ideg egy sor vékony gyökérrosttal  lép ki a központi idegrendszerből a nyúltvelő pyramispálya okozta kiemelkedése (pyramis) és az olajkamag közötti árokban.

## Lefutása
A nyelv alatti ideg rostjai a nyúltvelő elülső felszínén a pyramis és az oliva között lépnek elő. Az ideg keresztezi a hátsó koponyagödröt és a koponyaüregből saját csontos csatornáján (canalis nervi hypoglossi) keresztül lép ki. Az ideg a nyakon lefelé és előre fut a kéthasú izom (musculus digastricus)  hátsó hasának alsó széléhez. A szájfenékizom hátsó szélétől mélyen halad, és ráfekszik a musculus hyoglossus oldalsó felszínére. Az ideg ágakat küld a nyelv izmaihoz. Lefutásának felső szakaszán a nyaki idegfonat rostjaival van kapcsolatban.  A nyelv alatti ideg kontrollálja a nyelv mozgásait és alakját.